# Монталчинело
Монталчинело је насеље у Италији у округу Сијена, региону Тоскана.
Према процени из 2011. у насељу је живело 155 становника. Насеље се налази на надморској висини од 364 м.